# Санкт-Освальд (Нижняя Австрия)
Санкт-Освальд (нем. Sankt Oswald (Niederösterreich)) — коммуна (нем. Gemeinde) в Австрии, в федеральной земле Нижняя Австрия. 
Входит в состав округа Мельк.  Население составляет 1133 человека (на 31 декабря 2005 года). Занимает площадь 32,12 км². Официальный код  —  31541.

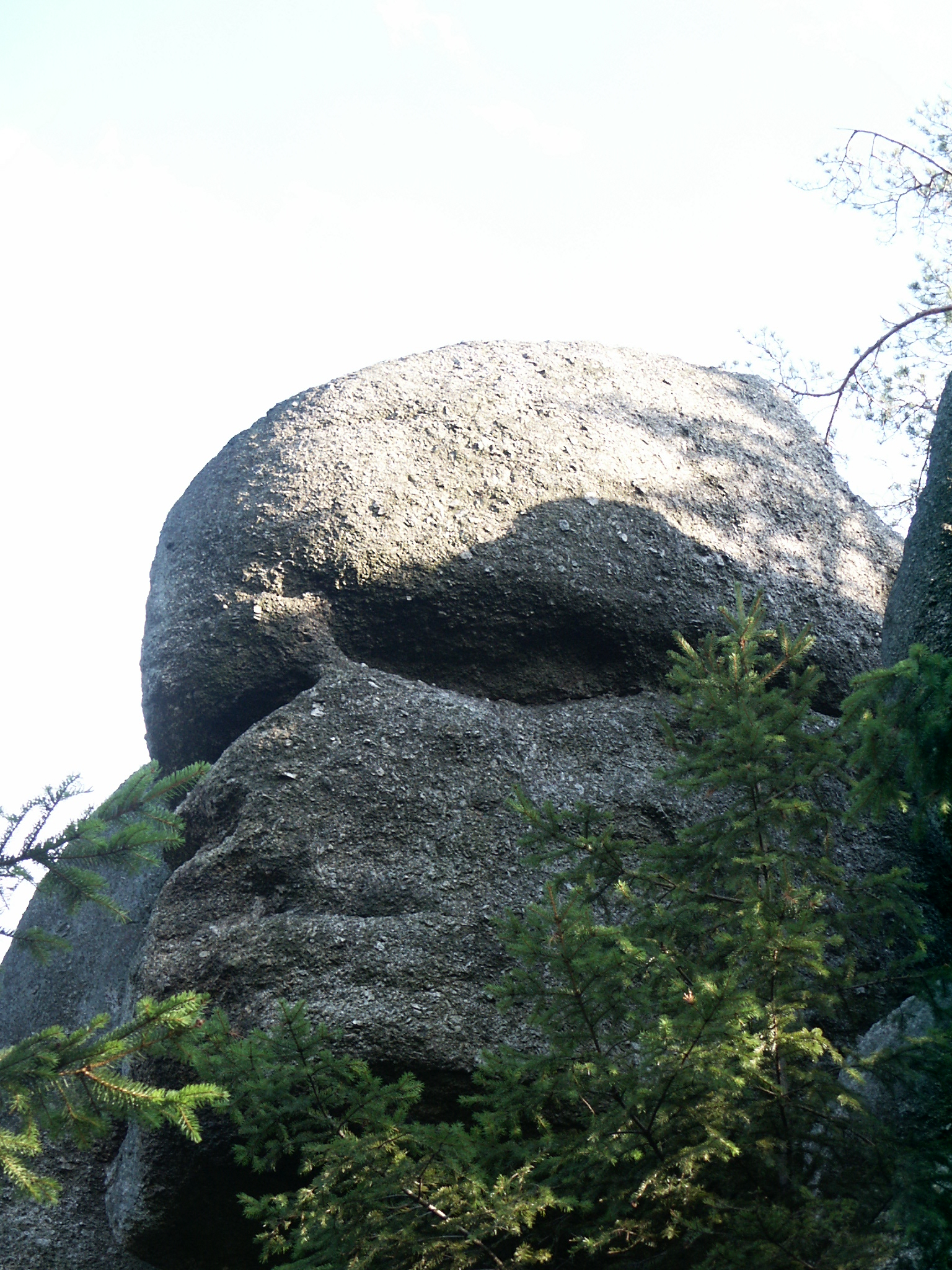
Санкт-Освальд

## Политическая ситуация
Бургомистр коммуны — Игнац Леонхартсбергер (АНП) по результатам выборов 2005 года.
Совет представителей коммуны (нем. Gemeinderat) состоит из 19 мест.
- АНП занимает 11 мест.
- СДПА занимает 8 мест.